# Felicitas Berg
Felicitas Berg OSB (* 1909; † 1989) war eine deutsche römisch-katholische Benediktinerin, zuerst Priorin, dann von 1948 bis 1982 erste Äbtissin der Abtei Mariendonk.

## Wirken
Berg war seit 1946 Priorin von Mariendonk und wirkte an der Ausarbeitung der neuen Konstitutionen mit, wodurch das Kloster aus der Ordensgemeinschaft der Benediktinerinnen vom Heiligsten Sakrament ausgegliedert und in den Benediktinerorden aufgenommen wurde. Nach der 1948 erfolgten Bestätigung der Konstitutionen und der Erhebung Mariendonks zur Abtei wählte der Konvent von Mariendonk am 24. Juni 1948 unter Vorsitz des Aachener Bischofs, Johannes Joseph van der Velden, Felicitas Berg zur ersten Äbtissin. Die Äbtissinenweihe empfing sie am 10. August 1948. Bergs Amtszeit war durch die materielle Sicherung der jungen Abtei geprägt, wozu 1953 die Landwirtschaft modernisiert und eine kommerzielle Nelkenzucht errichtet wurde. In ihr Abbatiat fiel zudem die zeitgemäße Erneuerung des Ordenslebens gemäß dem Zweiten Vatikanischen Konzil; 1968 gab Mariendonk, Perfectae caritatis folgend, die Trennung zwischen Laien- und Chorschwestern auf. Berg resignierte 1982 altersbedingt von ihrem Amt.